# Église Notre-Dame-de-Lourdes de Providence
L'église Notre-Dame-de-Lourdes (Our Lady of Lourdes Church) est une église catholique historique située à Providence (Rhode Island) de Nouvelle-Angleterre (côte Est des États-Unis). Elle se trouve 901-903 Atwells Avenue,. Dédiée à Notre-Dame de Lourdes, elle dépend du diocèse de Providence.

## Histoire et description
L'église Notre-Dame-de-Lourdes est construite en 1925 par l'architecte irlando-américain Ambrose Murphy (1869-1949) en style néo-roman italien. La façade est éclairée par une grande rosace. Un haut clocher flanque le côté droit de la façade. La structure de l'église, de plan basilical, est en acier recouverte de briques. Lui sont adjoints aussi un presbytère de deux étages en briques avec un toit en croupe, construit en 1912 à droite de l'église actuelle. Le presbytère d'origine, construit en 1905 derrière l'église actuelle par Walter Fontaine est transformé en couvent pour les religieuses enseignantes quand le nouveau presbytère est édifié. Il s'agit d'un immeuble d'habitations aujourd'hui. L'école paroissiale est également construite par Walter Fontaine et servit au début d'église et d'école. Elle se trouve derrière l'église. Elle a été transformée en immeuble d'appartements dans les années 1990. 
La décoration intérieure de l'église Notre-Dame-de-Lourdes a été simplifiée dans les années 1970 à la suite d'une interprétation maximaliste post-conciliaire. Le maître-autel d'origine a été enlevé et ne reste plus au fond du chœur qu'une fresque représentant l'apparition de Lourdes devant sainte Bernadette entourée de trois anges, les murs étant recouverts de panneaux de bois. Quelques cartouches peints et fresques (dont une de la Cène) sont visibles sur la voûte en berceau. La table de communion de bois a été préservée. Le chemin de Croix est rédigé en français, car à l'origine cette paroisse a été fondée en 1905 par des Canadiens français. L'intérieur est composé d'une nef flanquée de bas-côtés séparés par des colonnes. L'autel de bois au bout du bas-côté gauche abrite le Saint-Sacrement, avec un tabernacle de bois décoré de pampres ; celui du côté droit est surmonté d'un tableau du mariage de Joseph et de Marie.
L'ensemble de ce complexe architectural a été inscrit à la liste du registre national des lieux historiques en 1990. La messe est célébrée tous les jours. Il y a deux messes dominicales, plus une messe anticipée le samedi soir.